# Архипова, Лариса Васильевна
Лариса Васильевна Архипова (в замужестве Ласкари; 14 декабря 1939, Пенза — 4 декабря 1971, Ленинград) — советская киноактриса.

## Биография
Родилась в 1939 году в Пензе в семье служащих, позже семья переехала в Кишинёв.
Ещё учась в школе она была приглашена на эпизодическую роль студенки в фильм «Я вам пишу...» киностудии «Молдова-фильм».
В 1959 году переехала в Москву, будучи сотрудницей Москонцерта снялась в эпизодических ролях в ряде фильмов.
В 1961—1965 годах училась в Ленинградском государственном институте театра, музыки и кинематографии (курс Е. И. Тиме).
Работала в Студии киноактёра при киностудии «Ленфильм», снимаясь в эпизодах и ролях второго плана, работала на дубляже фильмов.
Погибла в 1971 году при невыясненных обстоятельствах, по официальной версии — выпала из окна.

## Личная жизнь
Была замужем за артистом Кириллом Ласкари, с которым познакомилась во время учёбы в Ленинграде, через четыре года развелась.

## Фильмография

### Роли в кино
1. 1959 — Я вам пишу... — студентка (нет в титрах)
2. 1961 — Две жизни — швея (нет в титрах)
3. 1961 — Девичья весна — Зина
4. 1961 — Воскресение — Феничка
5. 1962 — Серый волк — Катя
6. 1966 — Скверный анекдот — гулящая девка (нет в титрах)
7. 1967 — Его звали Роберт — подруга Тани (нет в титрах)
8. 1967 — Происшествие, которого никто не заметил — эпизод (нет в титрах)
9. 1968 — Угрюм-река — Татьяна
10. 1969 — Белый флюгер — сотрудница ЧК
11. 1970 — Мой добрый папа — Олимпиада Васильевна, жена Гоши
12. 1971 — Холодно — горячо — Раиса

### Дубляж
1. 1966 — Девушка в чёрном / Tütarlaps mustas — Паула, роль Вийу Хярм
2. 1966 — Лестница в небо / Laiptai į dangų — Ингрида, роль Эугении Плешките
3. 1967 — Игры взрослых людей / Suaugusių žmonių žaidimai — Регина, роль Эугении Плешките
4. 1967 — Найди меня / Surask mane — Агне, роль Эугении Плешките
5. 1967 — Месть гайдуков / Razbunarea haiducilor — Аница, роль Марги Барбу
6. 1967 — Снег среди лета — Хатша, роль Нукетай Мышпаевой
7. 1968 — Тайна деревянных идолов / Mord am Montag — Лидия Амбергер, роль Хельги Гёринг
8. 1970 — Слуги дьявола / Vella kalpi — Элизабет, роль Зигриды Стунгуре